# Manatang
Manatang is een bestuurslaag in het regentschap Alor van de provincie Oost-Nusa Tenggara, Indonesië. Manatang telt 614 inwoners (volkstelling 2010).